# Neoperla flavicincta
Neoperla flavicincta is een steenvlieg uit de familie borstelsteenvliegen (Perlidae). De wetenschappelijke naam van de soort is voor het eerst geldig gepubliceerd in 1985 door Zwick.